# ولسوالی خاش
خاش یکی از ولسوالی‌های ولایت بدخشان در شمال خاوری افغانستان است، که در فاصله ۳۳ کیلومتری به طرف جنوب شهر فیض آباد قرار دارد و در سال ۱۳۷۴ هجری شمسی در زمان حکومت مجاهدین از ولسوالی جرم جدا گردید. مرکز آن شهران است. 
مساحت آن به ۳۶۰ کیلومتر مربع برآورد شده است. جمعیت این ناحیه نزدیک به ۱۸۰۰۰ نفر و در ۱۹ قریه زندگی می‌نمایند. این ولسوالی از شرق با ولسوالی‌های بهارک و جرم، از غرب با ولسوالی‌های ارگو و درایم، از شمال با ولسوالی‌های بهارک وارغنجخواه، و از جنوب باولسوالیهای جرم و درایم متصل است. 
ساکنین این شهرستان را تاجیک‌ها و ازبک‌ها تشکیل می‌دهد و زبان رایج آنها فارسی دری است. مردم این شهرستان مسلمان سنی هستند. ساکنین این دیار اغلب به زراعت، دامپروری و باغداری مشغولند. پیداوار زراعت شان گندم، جو، جواری، لوبیا، کچالو، پیاز، پتک، شرشم و میوجات شان، چارمغز، سیب، زردآلو، آلوبالو، گیلاس و شفت آلو می‌باشد.

## دهستان ها
۱- سرلوله ۲- دشت سرلوله ۳- ظلم آباد ۴- کج گردن بالا ۵- کج گردن پائین ۶- بوق لک بالا ۷- بوق بک پائین ۸- ده پاره ۹- نوآباد ۱۰- ده نو ۱۱- خوش دره ۱۲-شهران ۱۳- تاجیکان ۱۴- مغلها ۱۵-یوزنمد ۱۶- درخان۱۷- زرشخ ۱۸- کزر چقل ۱۹- کزر نشر